# Leucòtea

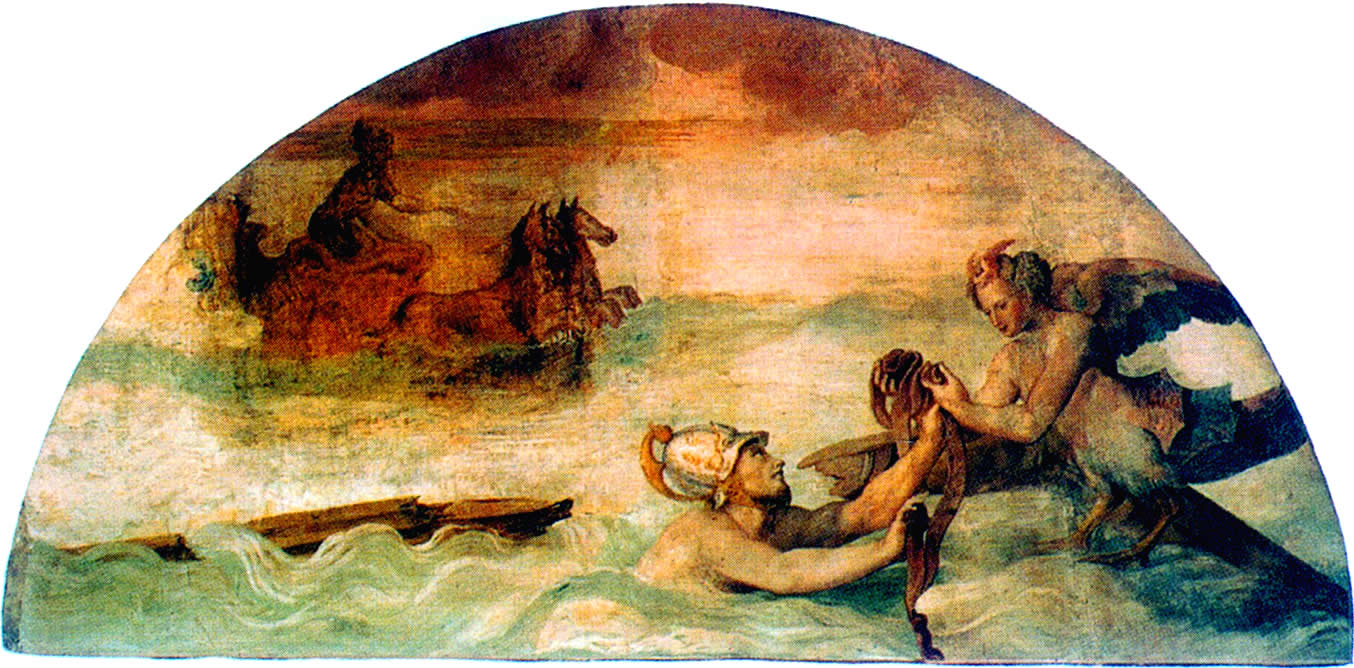
Odisseu i Leucòtea, per Alessandro Allori

Leucòtea (en grec antic Λευκοθέα, Leucothéa) és el nom d'una deessa marina de la mitologia grega. En la seva vida mortal havia estat Ino, filla de Cadme i d'Harmonia.
Després de la mort de Sèmele, la seva germana, Ino va convèncer Atamant, el seu marit, per recollir Dionís, el déu nen, i educar-lo amb els seus fills, Learc i Melicertes. Però Hera, plena d'ira per haver acollit el fruit dels amors adúlters del seu marit, Zeus, va embogir Atamant i Ino enviant-li la fúria Tisífone. Ino va ficar el seu fill Melicertes en una olla d'aigua bullent, i Atamant, pensant que Learc era un cérvol, el matà amb la seva llança. Ino es va llençar al mar amb el cadàver de Melicertes. Els déus marins, compadint-se d'ella la van transformar en nereida, i al seu fill el van convertir en el petit déu Palèmon. La deessa Blanca, o deessa de la Boira és l'epítet que rep Leucòtea. Ella i el seu fill Palèmon protegeixen els mariners i els guien enmig de la tempesta.
A l'Odissea, Homer explica que Leucòtea va salvar Odisseu després que Calipso el deixés tornar a casa i li oferís una barca atrotinada. Posidó, en veure l'embarcació, la va destrossar amb un cop de mà, i Odisseu es submergí cap al fons del mar pel pes de les robes riquíssimes que portava. La seva força li va permetre treure's aquella roba i sortir a la superfície, abans d'ofegar-se. Allà l'esperava Leucòtea, convertida en gavina, per a despistar a Posidó. Li va donar a Odisseu un vel màgic que, lligat a la cintura, el lliuraria d'ofegar-se. Odisseu la va obeir, i, deixant de banda les restes de l'embarcació on potser s'hauria pogut agafar, es va allunyar nedant, i Posidó no el va poder localitzar. Amb ajuda d'Atena que va calmar els vents, Odisseu va arribar a l'illa dels feacis on va poder descansar.
Una altra versió la fa una transformació de la nimfa Hàlia.
A Roma, Leucòtea va ser identificada amb Mater Matuta, el temple de la qual es trobava al Forum Boarium, no lluny del port de la ciutat. El seu fill Palèmon es va identificar amb el déu Portú, el déu dels ports.